# شورای هماهنگی جبهه اصلاحات
شورای هماهنگی جبهه اصلاحات با نام اولیهٔ شورای هماهنگی جبهه دوم خرداد چتر سازمانی ائتلاف و ش ورای اصلی گروه‌های سیاسی جناح اصلاح‌طلبان از سال ۱۳۷۸ تا سال ۱۳۹۹ بود.

## تشکیل
در ۱۳ نوامبر سال ۱۹۹۹ هجده گروه گرد هم آمدند و شورای هماهنگی جبهه دوم خرداد را با هدف یکپارچه‌سازی استراتژی اصلاح طلبان تشکیل دادند. نام‌گذاری دوم خرداد به تاریخ پیروزی محمد خاتمی در انتخابات ریاست جمهوری سال ۱۳۷۶ برمیگردد. گروه بعدها گروه‌های هجده‌گانه جبهه دوم خرداد نام‌گذاری شد.

## ائتلاف در دوران اصلاحات
ائتلاف آن‌ها در انتخابات مجلس شورای اسلامی در سال ۱۳۷۸ قادر بود تا تقریباً تمام ۳۰ کرسی در مهم‌ترین حوزه یعنی تهران را به‌دست‌آورد. در حالی که گروه‌های مختلف از ائتلاف دیدگاه‌های کمی متفاوت داشتند ولی اولویت همه آن‌ها حمایت از اصلاحات محمد خاتمی بود.
با وجود اینکه اصلاح طلبان تمام ۱۵ کرسی شورای شهر تهران در سال ۱۳۷۶ را در اختیار داشتند درگیری و اختلاف نظر بین نمایندگان از حزب کارگزاران سازندگی ایران با جبهه مشارکت و حزب همبستگی به تدریج به نقطه‌ای رسید که شورا دو ماه مانده به انتخابات شورای شهر سال ۱۳۸۱ توسط وزارت کشور منحل شد. شورای هماهنگی جبهه دوم خرداد اعلام کرد که از هیچ‌یک از نمایندگان تهران حمایت نمی‌کند و گروه‌ها روی یک لیست واحد انتخاباتی سازش کنند. اعضای گروه موفق به جمع‌بندی و اتحاد در لیست واحد نشدند و بیش از ۱۰ لیست انتخاباتی اصلاح طلب منتشر شد؛ بنابراین اصلاح طلبان شکست سنگینی را متحمل شدند و همه صندلی‌ها به ائتلاف آبادگران ایران اسلامی وابسته به اصولگرایان رسید و محمود احمدی‌نژاد شهردار تهران شد.
پس از رد صلاحیت بسیاری از کاندیداهای ائتلاف توسط شورای نگهبان برای انتخابات مجلس سال ۱۳۸۲ تحصن نمایندگان در مجلس، در تاریخ ۳۱ ژانویه سال ۲۰۰۴ این شورا اعلام کرد: «نمی‌خواهد در انتخابات شرکت کنند» و اصولگرایان برنده انتخابات شدند.
در انتخابات ریاست جمهوری سال ۱۳۸۴ ایران با اصلاح طلبان نتوانستند به اجماع دست یابند و با اعلام کاندیداتوری اکبر هاشمی رفسنجانی، مصطفی معین، مهدی کروبی و محسن مهرعلیزاده به عنوان نامزد گروه‌های اصلاح طلب، محمود احمدی‌نژاد برنده انتخابات شد و اصلاح طلبان بار دیگر به اصولگرایان باختند.

## قدرت

نشان‌واره استفاده شده برای «ائتلاف اصلاح طلبان: دوستان از خاتمی» در سال۱۳۸۵ برای شورای شهر تهران

نشان‌واره استفاده شده برای «ائتلاف اصلاح طلبان» در انتخابات مجلس سال ۱۳۸۶

در سال ۱۳۸۵ دو انتخابات به صورت هم‌زمان برگزار شد: مجلس خبرگان رهبری و انتخابات شورای شهر. این شورا به یک لیست انتخاباتی واحد رسید؛ اما حزب اصلاح طلب تازه تأسیس اعتماد ملی به رهبری مهدی کروبی تصمیم به صدور لیست جداگانه گرفت.
در انتخابات مجلس ۱۳۸۶ در مقابل رد صلاحیت بسیاری از اصلاح طلبان جبهه یک لیست انتخاباتی با نام «ائتلاف اصلاح طلبان» داد اما حزب اعتماد ملی دوباره لیست مجزا ارائه کرد.
اصلاح طلبان در هر سه انتخابات شکست خوردند.

## جنبش سبز
در انتخابات ریاست جمهوری ۱۳۸۸ ایران شورا بیانیه منتشر و حمایت خود را از میر حسین موسوی اعلام کرد.
با انجام اعتراضات به نتایج انتخابات شورا فراخوانی برای تظاهرات مسالمت‌آمیز علیه دولت داد. برای سالگرد انقلاب ایران، آن‌ها با صدور بیانیه‌ای اعلام کردند: «ما به همه افراد کوچک فکر که بر تخت قدرت نشسته و به معترضان برچسب دشمنان خارجی می‌زنند و به سیستم دیکتاتوری نشان می‌دهیم … ما آمده‌ایم تا از طرف زندانیان سیاسی که بسیاری از آن‌ها در زمان انقلاب حضور داشته‌اند، به آن‌ها [مقامات] بگوییم خشونت علیه مردم را کنار بگذارند و به اصول و ارزش‌های اصلی بازگردند».

## پس از سرکوب تظاهرات

نشان‌واره استفاده می‌شود برای «ائتلاف اصلاح طلبان» در سال ۲۰۱۳ برای شورای شهر تهران

پس از برگزاری دادگاه معترضان، جنبش اصلاحات توسط دولت تحت فشار قرار گرفت. در شهریور ۱۳۹۰ دادگاه اعلام کرد که دو حزب از ائتلاف جبهه مشارکت ایران اسلامی و سازمان مجاهدین انقلاب اسلامی منحل و فعالیت‌های آن‌ها ممنوع است.
در دی ۱۳۹۱، محمد خاتمی گفت: "زمانی که همه نشانه‌ها حاکی از آن است که ما نباید در این انتخابات (انتخابات مجلس۱۳۹۰) باشیم مشارکت در انتخابات بی معنی است." در ضمن شورا اعلام کردکه امیدی نیست که انتخابات آزادانه و منصفانه برگزار شود بنابراین نه لیست واحدی می‌دهد و نه از کسی حمایت می‌کند." با وجود این تصمیم یک گروه متشکل از حزب مردم سالاری، حزب اسلامی کار و خانه کارگر تصمیم به اجرای انتخابات در خارج از شورا گرفتند. در حالی که بیشتر اصلاح طلبان در موقعیت «تحریم انتخابات» انتخابات قرار داشتند، به‌طور غیرمنتظره محمد خاتمی که در تهران زندگی می‌کند رای خود را در یک منطقه روستایی از دماوند به صندوق انداخت تا این پیام را بدهد که «پنجره‌ها را برای اصلاح‌طلبی باز نگه دارید.»
در انتخابات ریاست جمهوری ۱۳۹۲ ایران، شورا پس از انصراف اجباری محمد رضا عارف توسط محمد خاتمی، از حسن روحانی حمایت کرد. با در روی کار آمدن روحانی، برخی چهره‌های اصلاح طلب را در کابینه خود قرار داد تا زندگی جدیدی به اردوگاه اصلاح طلبان بیخشد.
در انتخابات شورای شهر ۱۳۹۲ ، شورایی تشکیل شد تا «ائتلاف اصلاح طلبان» لیستی از جمله اصلاح طلبان معتدل و برخی چهره‌های نه چندان نام آشنا برای شورای شهر تهران ارائه شد. نتایج نشان داد که در تهران آن‌ها موفق به کسب ۱۳ کرسی از ۳۱ کرسی شده‌اند.

## رئیس دوره‌ای
ریاست شورای هماهنگی جبهه دوم خرداد از بدو تأسیس بر عهدهٔ سید محمد موسوی خوئینی‌ها بود. پس از انتخابات ریاست‌جمهوری ۱۳۸۰، سرپرستی شورای هماهنگی به یک رئیس موقت سپرده شد. در سال ۱۳۸۱، آیین‌نامهٔ داخلی شورای هماهنگی تغییر کرده و هیئت رئیسهٔ دوره‌ای درنظر گرفته شد و نخستین کنگرهٔ شورای هماهنگی نیز در اسفند همان سال برگزار شد.
| نام                                                                                      | جایگاه حزبی     | حزب/تشکل/فراکسیون                            | تاریخ آغاز    | تاریخ پایان   | منبع   |
| ---------------------------------------------------------------------------------------- | --------------- | -------------------------------------------- | ------------- | ------------- | ------ |
| رئیس موقت شورای هماهنگی                                                                  |                 |                                              |               |               |        |
| احمد حکیمی‌پور                                                                            | دبیرکل          | حزب اراده ملت ایران                          | تیر ۱۳۸۰      | ؟             |        |
| محمد سلامتی                                                                              | دبیرکل          | سازمان مجاهدین انقلاب اسلامی ایران           | اسفند ۱۳۸۰    | تیر ۱۳۸۱      |        |
| رئیس دوره‌ای شورای هماهنگی                                                                |                 |                                              |               |               |        |
| سید حسین موسوی تبریزی                                                                    | دبیرکل          | مجمع مدرسین و محققین حوزه علمیه قم           | مهر ۱۳۸۱      | آذر ۱۳۸۱      |        |
| علی شکوری‌راد                                                                             | عضو شورای مرکزی | جبهه مشارکت ایران اسلامی                     | دی ۱۳۸۱       | اسفند ۱۳۸۱    |        |
| یدالله اسلامی                                                                            | عضو شورای مرکزی | مجمع نمایندگان ادوار مختلف مجلس شورای اسلامی | فروردین ۱۳۸۲  | خرداد ۱۳۸۲    |        |
| محمدرضا ظفرقندی                                                                          | دبیرکل          | انجمن اسلامی جامعه پزشکی ایران               | تیر ۱۳۸۲      | شهریور ۱۳۸۲   |        |
| هدایت‌الله آقایی                                                                          | عضو شورای مرکزی | حزب کارگزاران سازندگی ایران                  | مهر ۱۳۸۲      | آذر ۱۳۸۲      |        |
| علی‌محمد حاضری                                                                            | قائم‌مقام دبیرکل | انجمن اسلامی مدرسین دانشگاه‌ها                | دی ۱۳۸۲       | اسفند ۱۳۸۲    |        |
| جمیله کدیور                                                                              | دبیرکل          | انجمن روزنامه‌نگاران زن ایران                 | فروردین ۱۳۸۳  | خرداد ۱۳۸۳    | [ ۳۴ ] |
| محمدرضا واقفی امامزاده                                                                   | عضو شورای مرکزی | انجمن مدیران و متخصصین صنعتی و اقتصادی ایران | تیر ۱۳۸۳      | شهریور ۱۳۸۳   |        |
| محمد سلامتی                                                                              | دبیرکل          | سازمان مجاهدین انقلاب اسلامی ایران           | مهر ۱۳۸۳      | آذر ۱۳۸۳      |        |
| سید هادی خامنه‌ای                                                                         | دبیرکل          | مجمع نیروهای خط امام                         | دی ۱۳۸۳       | اسفند ۱۳۸۳    |        |
| محسن سرخو                                                                                | عضو شورای مرکزی | حزب اسلامی کار                               | فروردین ۱۳۸۴  | خرداد ۱۳۸۴    |        |
| افشین حبیب‌زاده                                                                           | عضو شورای مرکزی | خانه کارگر                                   | تیر ۱۳۸۴      | شهریور ۱۳۸۴   | [ ۳۵ ] |
| ابراهیم اصغرزاده                                                                         | دبیرکل          | حزب همبستگی ایران اسلامی                     | مهر ۱۳۸۴      | آذر ۱۳۸۴      | [ ۳۶ ] |
| حسن خلیل‌آبادی                                                                            | عضو شورای مرکزی | انجمن اسلامی معلمان ایران                    | دی ۱۳۸۴       | اسفند ۱۳۸۴    | [ ۳۷ ] |
| محمد قمی                                                                                 | عضو             | فراکسیون خط امام                             | فروردین ۱۳۸۵  | خرداد ۱۳۸۵    | [ ۳۸ ] |
| علی‌محمد غریبانی                                                                          | دبیرکل          | انجمن اسلامی مهندسان ایران                   | تیر ۱۳۸۵      | شهریور ۱۳۸۵   |        |
| سید حسین موسوی تبریزی                                                                    | دبیرکل          | مجمع مدرسین و محققین حوزه علمیه قم           | مهر ۱۳۸۵      | آذر ۱۳۸۵      | [ ۳۹ ] |
| داود سلیمانی                                                                             | عضو شورای مرکزی | جبهه مشارکت ایران اسلامی                     | دی ۱۳۸۵       | اسفند ۱۳۸۵    |        |
| شهربانو امانی                                                                            | عضو شورای مرکزی | مجمع نمایندگان ادوار مختلف مجلس شورای اسلامی | فروردین ۱۳۸۶  | خرداد ۱۳۸۶    | [ ۴۰ ] |
| علی تاجرنیا                                                                              | عضو شورای مرکزی | انجمن اسلامی جامعه پزشکی ایران               | تیر ۱۳۸۶      | شهریور ۱۳۸۶   | [ ۴۱ ] |
| هدایت‌الله آقایی                                                                          | عضو شورای مرکزی | حزب کارگزاران سازندگی ایران                  | مهر ۱۳۸۶      | آذر ۱۳۸۶      | [ ۴۲ ] |
| علی‌محمد حاضری                                                                            | دبیرکل          | انجمن اسلامی مدرسین دانشگاه‌ها                | دی ۱۳۸۶       | اسفند ۱۳۸۷    |        |
| جمیله کدیور                                                                              | دبیرکل          | انجمن روزنامه‌نگاران زن ایران                 | فروردین ۱۳۸۷  | خرداد ۱۳۸۷    | [ ۴۳ ] |
| محمد سلامتی                                                                              | دبیرکل          | سازمان مجاهدین انقلاب اسلامی ایران           | تیر ۱۳۸۷      | شهریور ۱۳۸۷   | [ ۴۴ ] |
| قاسم مهرزاد صدقیانی                                                                      | عضو شورای مرکزی | مجمع نیروهای خط امام                         | مهر ۱۳۸۷      | آذر ۱۳۸۷      | [ ۴۵ ] |
| حسین کمالی                                                                               | دبیرکل          | حزب اسلامی کار                               | دی ۱۳۸۷       | اسفند ۱۳۸۷    | [ ۴۶ ] |
| علیرضا محجوب                                                                             | دبیرکل          | خانه کارگر                                   | فروردین ۱۳۸۸  | خرداد ۱۳۸۸    | [ ۴۷ ] |
| عباس میرزا ابوطالبی                                                                      | قائم‌مقام دبیرکل | حزب همبستگی ایران اسلامی                     | تیر ۱۳۸۸      | —             |        |
| احمد حکیمی‌پور                                                                            | دبیرکل          | حزب اراده ملت ایران                          | مهر ۱۳۸۹      | آذر ۱۳۸۹      |        |
| مهدی علیخانی                                                                             | دبیرکل          | حزب جوانان ایران اسلامی                      | دی ۱۳۸۹       | فروردین ۱۳۹۰  |        |
| فرج‌الله کمیجانی                                                                          | دبیرکل          | مجمع فرهنگیان ایران اسلامی                   | اردیبهشت ۱۳۹۰ | تیر ۱۳۹۰      | [ ۴۹ ] |
| علی‌محمد غریبانی                                                                          | دبیرکل          | انجمن اسلامی مهندسان ایران                   | مرداد ۱۳۹۰    | مهر ۱۳۹۰      | [ ۵۰ ] |
| سید هادی خامنه‌ای                                                                         | دبیرکل          | مجمع نیروهای خط امام                         | آبان ۱۳۹۰     | بهمن ۱۳۹۰     |        |
| ژاله فرامرزیان                                                                           | عضو شورای مرکزی | انجمن روزنامه‌نگاران زن ایران                 | اسفند ۱۳۹۱    | فروردین ۱۳۹۲  | [ ۵۱ ] |
| سید هادی خامنه‌ای                                                                         | دبیرکل          | مجمع نیروهای خط امام                         | اردیبهشت ۱۳۹۲ | تیر ۱۳۹۲      | [ ۵۲ ] |
| علی‌اصغر احمدی                                                                            | دبیرکل          | حزب همبستگی ایران اسلامی                     | مرداد ۱۳۹۲    | مهر ۱۳۹۲      | [ ۵۳ ] |
| حسین کمالی                                                                               | دبیرکل          | حزب اسلامی کار                               | آبان ۱۳۹۲     | دی ۱۳۹۲       | [ ۵۴ ] |
| داوود محمدی                                                                              | دبیرکل          | انجمن اسلامی معلمان ایران                    | بهمن ۱۳۹۲     | فروردین ۱۳۹۳  | [ ۵۵ ] |
| جلال بختیاری                                                                             | دبیرکل          | مجمع دانش‌آموختگان ایران اسلامی               | اردیبهشت ۱۳۹۳ | خرداد ۱۳۹۳    | [ ۵۶ ] |
| رحمان قلی‌زاده                                                                            | دبیرکل          | مجمع دانش‌آموختگان ایران اسلامی               | خرداد ۱۳۹۳    | تیر ۱۳۹۳      | [ ۵۷ ] |
| مصطفی کواکبیان                                                                           | دبیرکل          | حزب مردم‌سالاری                               | مرداد ۱۳۹۳    | مهر ۱۳۹۳      | [ ۵۸ ] |
| احمد حکیمی‌پور                                                                            | دبیرکل          | حزب اراده ملت ایران                          | آبان ۱۳۹۳     | دی ۱۳۹۳       | [ ۵۹ ] |
| محمد خون‌چمن                                                                              | دبیرکل          | حزب جوانان ایران اسلامی                      | بهمن ۱۳۹۳     | فروردین ۱۳۹۴  | [ ۶۰ ] |
| فرج‌الله کمیجانی                                                                          | دبیرکل          | مجمع فرهنگیان ایران اسلامی                   | اردیبهشت ۱۳۹۴ | تیر ۱۳۹۴      | [ ۶۱ ] |
| علی‌محمد غریبانی                                                                          | دبیرکل          | انجمن اسلامی مهندسان ایران                   | مرداد ۱۳۹۴    | مهر ۱۳۹۴      | [ ۶۲ ] |
| تعیین رئیس دوره‌ای شورای هماهنگی به عنوان «نایب‌رئیس دوم شورای عالی سیاست‌گذاری اصلاح‌طلبان» |                 |                                              |               |               |        |
| سید حسین موسوی تبریزی                                                                    | دبیرکل          | مجمع مدرسین و محققین حوزه علمیه قم           | آبان ۱۳۹۴     | اسفند ۱۳۹۴    | [ ۶۳ ] |
| یدالله اسلامی                                                                            | دبیرکل          | مجمع نمایندگان ادوار مختلف مجلس شورای اسلامی | فروردین ۱۳۹۵  | تیر ۱۳۹۵      | [ ۶۴ ] |
| محمدرضا ظفرقندی                                                                          | دبیرکل          | انجمن اسلامی جامعه پزشکی ایران               | مرداد ۱۳۹۵    | مهر ۱۳۹۵      | [ ۶۵ ] |
| غلامحسین کرباسچی                                                                         | دبیرکل          | حزب کارگزاران سازندگی ایران                  | آبان ۱۳۹۵     | دی ۱۳۹۵       | [ ۶۶ ] |
| محمود صادقی                                                                              | دبیرکل          | انجمن اسلامی مدرسین دانشگاه‌ها                | بهمن ۱۳۹۵     | خرداد ۱۳۹۶    | [ ۶۷ ] |
| ژاله فرامرزیان                                                                           | دبیرکل          | انجمن روزنامه‌نگاران زن ایران                 | تیر ۱۳۹۶      | مهر ۱۳۹۶      | [ ۶۸ ] |
| سید هادی خامنه‌ای                                                                         | دبیرکل          | مجمع نیروهای خط امام                         | انصراف داد    | انصراف داد    | [ ۷۰ ] |
| حسین کمالی                                                                               | دبیرکل          | حزب اسلامی کار                               | آبان ۱۳۹۶     | اسفند ۱۳۹۶    | [ ۷۱ ] |
| علی‌اصغر احمدی                                                                            | دبیرکل          | حزب همبستگی ایران اسلامی                     | فروردین ۱۳۹۷  | خرداد ۱۳۹۷    | [ ۷۲ ] |
| داوود محمدی                                                                              | دبیرکل          | انجمن اسلامی معلمان ایران                    | تیر ۱۳۹۷      | مهر ۱۳۹۷      |        |
| الیاس حضرتی                                                                              | قائم‌مقام دبیرکل | حزب اعتماد ملی                               | آبان ۱۳۹۷     | بهمن ۱۳۹۷     | [ ۷۳ ] |
| فاطمه راکعی                                                                              | دبیرکل          | جمعیت زنان مسلمان نواندیش                    | اسفند ۱۳۹۷    | اردیبهشت ۱۳۹۸ | [ ۷۴ ] |
| مهدی مقدری                                                                               | دبیرکل          | سازمان عدالت و آزادی ایران اسلامی            | خرداد ۱۳۹۸    | شهریور ۱۳۹۸   | [ ۷۵ ] |
| عزت‌الله تقواییان                                                                         | دبیرکل          | مجمع دانش‌آموختگان ایران اسلامی               | مهر ۱۳۹۸      | آذر ۱۳۹۸      | [ ۷۶ ] |
| مصطفی کواکبیان                                                                           | دبیرکل          | حزب مردم‌سالاری                               | دی ۱۳۹۸       | اردیبهشت ۱۳۹۹ |        |
| احمد حکیمی‌پور                                                                            | دبیرکل          | حزب اراده ملت ایران                          | خرداد ۱۳۹۹    | مرداد ۱۳۹۹    | [ ۷۷ ] |
| انحلال شورای عالی سیاست‌گذاری اصلاح‌طلبان و استعفای رئیس دوره‌ای شورای هماهنگی              |                 |                                              |               |               |        |
| محمد خون‌چمن                                                                              | دبیرکل          | حزب جوانان ایران اسلامی                      | مرداد ۱۳۹۹    | آبان ۱۳۹۹     | [ ۸۰ ] |
| فرج‌الله کمیجانی                                                                          | دبیرکل          | مجمع فرهنگیان ایران اسلامی                   | آذر ۱۳۹۹      | اسفند ۱۳۹۹    | [ ۸۱ ] |
| انحلال شورای هماهنگی                                                                     |                 |                                              |               |               |        |

## تاریخچه انتخابات

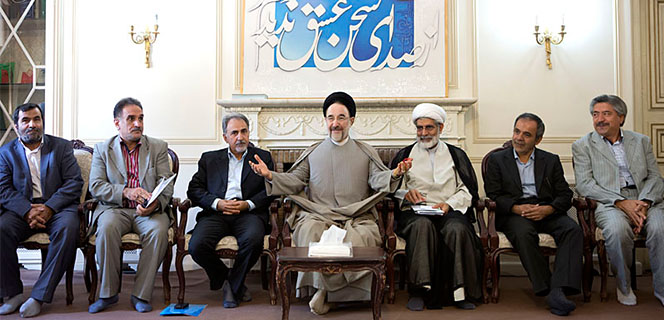
دیدار با محمد خاتمی

| سال  | انتخابات     | وضعیت جبهه اصلاحات | وضعیت جبهه اصلاحات | وضعیت اردوگاه اصلاح طلبان | وضعیت اردوگاه اصلاح طلبان |
| سال  | انتخابات     | اجماع              | مشارکت             | نامزد واحد(s)             | برنده انتخابات            |
| ---- | ------------ | ------------------ | ------------------ | ------------------------- | ------------------------- |
| ۱۳۷۸ | مجلس         | آری                | آری                | نه                        | آری                       |
| ۱۳۷۹ | ریاست جمهوری | آری                | آری                | آری                       | آری                       |
| ۱۳۸۱ | شورای شهر    | نه                 | آری, جداگانه       | نه                        | نه, درمجموع               |
| ۱۳۸۲ | مجلس         | آری                | نه                 | نه                        | نه                        |
| ۱۳۸۳ | مجلس         | نه                 | آری, جداگانه       | نه                        | نه                        |
| ۱۳۸۵ | شورای شهر    | آری                | آری                | نه                        | نه, درمجموع               |
| ۱۳۸۵ | مجلس خبرگان  | آری                | آری                | نه                        | نه                        |
| ۱۳۸۷ | مجلس         | آری                | آری                | نه                        | نه                        |
| ۱۳۸۸ | ریاست جمهوری | آری                | آری                | نه                        | نه                        |
| ۱۳۹۱ | مجلس         | آری                | نه                 | نه                        | نه                        |
| ۱۳۹۲ | ریاست جمهوری | آری                | آری                | آری                       | آری                       |
| ۱۳۹۲ | شورای شهر    | آری                | آری                | نه                        | نه, درمجموع               |
| ۱۳۹۵ | مجلس         | آری                | آری                | آری                       | آری, تعدد                 |
| ۱۳۹۵ | مجلس خبرگان  | آری                | آری                | آری                       | آری, تعدد                 |
| ۱۳۹۶ | ریاست جمهوری | آری                | آری                | آری                       | آری                       |
| ۱۳۹۶ | شورای شهر    | آری                | آری                | آری                       | آری                       |

## اعضا
این شورا شامل احزاب سیاسی و همچنین گروه‌ها و سازمان‌های کمتر رسمی است. ریاست شورا یک جایگاه چرخشی بین تمام اعضا می‌باشد.
| گروه                                   | تأسیس |
| -------------------------------------- | ----- |
| مجمع مدرسین و محققین حوزه علمیه قم     | ۱۳۷۶  |
| مجمع روحانیون مبارز                    | ۱۳۶۶  |
| مجمع نیروهای خط امام                   | ۱۳۶۹  |
| مجمع نمایندگان ادوار مجلس شورای اسلامی | ۱۹۹۸  |
| حزب کارگزاران سازندگی ایران            | ۱۳۷۴  |
| مجمع اسلامی بانوان                     | ۱۳۷۶  |
| انجمن اسلامی معلمان ایران              | ۱۳۶۹  |
| انجمن اسلامی مدرسین دانشگاه‌ها          | ۱۳۶۹  |
| جمعیت زنان جمهوری اسلامی ایران         | ۱۳۶۷  |
| جبهه مشارکت ایران اسلامی               | ۱۳۷۶  |
| سازمان عدالت و آزادی ایران اسلامی      | ۱۳۷۶  |
| حزب همبستگی اسلامی ایران               | ۱۳۷۶  |
| حزب اسلامی کار                         | ۱۳۷۶  |
| جامعه اسلامی پزشکان                    | ۱۳۷۶  |
| سازمان مجاهدین انقلاب اسلامی ایران     | ۱۳۶۹  |
| دفتر تحکیم وحدت                        | ۱۳۵۷  |
| خانه کارگر                             | ۱۹۹۰  |
| انجمن روزنامه‌نگاران زن                 | ۱۹۹۹  |
| حزب مردم‌سالاری                         | ۲۰۰۰  |
| حزب جوانان ایران اسلامی                | ۱۹۹۸  |
| انجمن اسلامی جامعه پزشکی ایران         | ۱۹۹۳  |
| انجمن اسلامی محققان                    |       |
| انجمن اسلامی مهندسان ایران             |       |
| مجمع فرهنگیان ایران اسلامی             | ۲۰۰۳  |
| مجمع دانش‌آموختگان ایران اسلامی         | ۱۳۶۳  |

## یادداشت
1. ↑  ابتدا با نام موقت «نهاد اجماع‌ساز اصلاح‌طلبان» (اختصاری ناسا) شروع به کار کرد و در ۱۱ اسفند ۱۳۹۹ رسماً به نام «جبهه اصلاحات ایران» از کمیسیون ماده ۱۰ احزاب مجوز گرفت.[۶]